# ホビット 決戦のゆくえ
『ホビット 決戦のゆくえ』（The Hobbit: The Battle of the Five Armies）は、ピーター・ジャクソン監督、ジャクソン、フラン・ウォルシュ、フィリッパ・ボウエン、ギレルモ・デル・トロ脚本による2014年のエピック・ファンタジー冒険映画である。J・R・R・トールキンの1937年の小説『ホビットの冒険』を原作とした『ホビット』三部作の第3作目（最終章）である。また、イアン・ホルムは本作が最後の出演作品となった。
また、劇場公開版に未公開シーン約20分を追加した『エクステンデッド・エディション（EE）』が映像ソフトで2015年11月25日に発売された。

## あらすじ
紅蓮の炎に包まれ、燃え上がる港町エスガロス。黒い矢を放ち、見事邪竜スマウグを討ち取ったバルドは、家を失い傷ついた人々を励まし、エレボールへ避難する。しかし、「竜の病」に蝕まれつつあったドワーフの王子トーリンは、黄金に目が眩み、宮殿を固く閉ざし、何びとの侵入も許さない。ホビットのビルボはトーリンのあまりの変わりように、手に入れたドワーフの秘宝「アーケン石」を彼に渡せずにいた。
一方、ドル・グルドゥアで闇の手に落ちたガンダルフは危機一髪の所でガラドリエル、サルマン、エルロンドに助け出され、闇のオークの大軍勢がエレボールへ向かっていることを知らせに馬を走らせる。危機の迫る中、エレボールでは救援を求め約束の財宝の分け前を求めるバルドら港の町の人間たちと、エルフの秘宝を取り戻そうとする闇の森の王スランドゥイルが、バルドの示した和平案を拒絶したトーリン達から財宝を奪い返そうと戦の準備を整えつつあった。ガンダルフはオーク軍の接近を知らせ必死に彼らを説き伏せようとするが、トーリンの従兄弟くろがね山のダインが軍勢を率いて駆けつけ、スランドゥイルのエルフ軍とダイン率いるドワーフ軍との間で戦端が開かれる。
が、突如、アゾク率いる闇の大軍勢が化けミミズの作った大穴から現れ、戦場を蹂躙すると同時に人間たちの町を襲い始め事態は急変する。ダインのドワーフ軍、エルフ軍は戦闘を中止し、人間軍と共に三軍は町を守って懸命に闇の大軍勢と戦うが、圧倒的な数の力で徐々に追い詰められていく。城外での悲愴な戦いを目の当たりにしても、まだ引きこもり、欲望に目を曇らせるトーリンに、バーリンやドワーリンらドワーフの旅の仲間たちは失望していく。
やがて仲間たちの言葉に自問自答を続けたトーリンはようやく祖父と同じく財宝の呪縛に囚われていた己の愚かさに気づき、王子としての自覚を取り戻し仲間たちに「信じてくれとは言わぬ……もう一度だけついて来てくれぬか？」と告げた。城壁に追い詰められ絶体絶命のドワーフ軍に最後のとどめを刺そうとするアゾク。
そのとき、城門に積み上げられた岩が内側から砕かれ、トーリン率いる戦士達が闇の軍勢に突撃。ドワーフ軍もトーリンに続き、人間軍も老人、女性まで武器を手に総力を振り絞って戦線に参加する。トーリンは多すぎる軍勢に勝利するため敵の総大将であるアゾクを打ち取ることを発案、自ら先陣を切り旅の仲間も後に続く。仲間を失いつつやっとの思いで頂上にたどり着いたトーリンらだったが、それはアゾクの仕掛けた罠であり、アゾクは姿を消し、待ち構えていたのはアゾクの息子ボルグ率いる闇の別働隊だった。ボルグの軍に旅の仲間が捕らえられ殺害され、吹雪に閉ざされる山頂でアゾク、ボルグとトーリンら旅の仲間たち、タウリエル、レゴラスらエルフとの戦いが開始される。
キーリ、タウリエル、レゴラスらが懸命にボルグと戦う中、川面の氷上まで移動したトーリンとアゾクの一騎討ちが始まり、到着したボルグの別働隊がドワーフ軍に襲いかかりつつあったがそこにビヨルンとワシたちが援軍に駆けつけ、形勢は逆転する。トーリンは戦いの末にアゾクと相討ちとなり、アゾクは絶命、トーリンは重傷の中で現場に到達したビルボに真の友と伝え、悔恨と謝罪を告げて落命する。ビルボはトーリンとの永遠の別れを惜しみ号泣した。
スランドゥイルは自らの愚かさを悔いてエルフ軍を率いて闇の森に戻り、レゴラスは闇のエルフの森に戻らずストライダーの元へ向かい、タウリエルはキーリの死を悼み、バルドら人間たちはドワーフ王トーリンに弔意を表し町で葬送曲を奏でた。エレボールでトーリンとキーリの葬儀が行われ、新王にダインが即位する。ビルボはドワーフの旅の仲間たちに見送られ、ガンダルフと共にホビット庄への帰路に就いた。
ホビット庄の境界でガンダルフと別れ単身帰り着いたビルボは大勢が自宅の家財を運び出していることに気づく。聞けば自宅を離れて1年1ヶ月が経過しており、死亡したと思われて家財が競売に掛けられていたのだった。自宅前でも本人を疑われ、本人証明のために旅の仲間たちと交わした契約書を差し出し契約相手「トーリン・オーケンシールド」を「友達」と告げて荒れ果てた屋内に入るビルボ。家財を片付けつつ、持ち帰ったひとつの指輪を手にしてひとりほくそ笑んだ。
時は現在に戻り、椅子に座ってひとつの指輪を眺めるビルボの元にガンダルフが訪れる。ビルボは111歳になっており、誕生日を祝うために来たのだった。席を立ってガンダルフを歓待したビルボ、その席のテーブルにはトーリンのものだったあのはなれ山までの地図が額に入れられていた。地図には「山の下の王 ここに在りき」と記されていた。

## キャスト
- ビルボ・バギンズ（青年期） - マーティン・フリーマン（森川智之）
- ビルボ・バギンズ（晩年） - イアン・ホルム（山野史人）
- ガンダルフ - イアン・マッケラン（羽佐間道夫）
- トーリン・オーケンシールド - リチャード・アーミティッジ[4]（東地宏樹）
- スマウグ - ベネディクト・カンバーバッチ[4]（大友龍三郎）
- 死人遣い(ネクロマンサー)／サウロン - ベネディクト・カンバーバッチ
- レゴラス - オーランド・ブルーム（平川大輔）
- タウリエル - エヴァンジェリン・リリー（甲斐田裕子）
- バルド（英語版） - ルーク・エヴァンズ（山路和弘）
- スランドゥイル - リー・ペイス[5]（森田順平）
- ドワーリン - グレアム・マクタヴィッシュ（玄田哲章）
- バーリン - ケン・ストット（稲垣隆史）
- キーリ - エイダン・ターナー[5]（土田大）
- フィーリ - ディーン・オゴーマン（落合弘治）
- ドーリ - マーク・ハドロウ（英語版）（茶風林）
- ノーリ - ジェド・ブロフィー（英語版）（佐藤せつじ）
- オーリ - アダム・ブラウン（英語版）（宮田幸季）
- オイン - ジョン・カレン（英語版）（小島敏彦）
- グローイン - ピーター・ハンブルトン（英語版）（稲葉実）
- ビフール - ウィリアム・キルシャー（英語版）
- ボフール - ジェームズ・ネスビット[5]（平田広明）
- ボンブール - スティーヴン・ハンター（英語版）（斎藤志郎(EE)）
- ガラドリエル - ケイト・ブランシェット[4]（塩田朋子）
- エルロンド - ヒューゴ・ウィーヴィング（菅生隆之）
- サルマン - クリストファー・リー（大木民夫[注釈 1]）
- ラダガスト - シルヴェスター・マッコイ（英語版）（野島昭生）
- アゾグ（英語版） - マヌー・ベネット
- ボルグ（英語版） - ローレンス・マコール（英語版）
- ダイン - ビリー・コノリー（石塚運昇）
- ビヨルン - ミカエル・パーシュブラント
- 湖の町の統領（英語版） - スティーヴン・フライ（銀河万丈）
- アルフリド - ライアン・ゲイジ（河本邦弘）
- バイン - ジョン・ベル（英語版）（三宅貴大）
- リンディア（英語版） - ブレット・マッケンジー
- フェレン - サイモン・ロンドン（岡井克升）
- アストリッド - トーマシン・マッケンジー
- エルロス - ロビン・カー

## 製作
『ホビット』は当初二部作映画として構想されていたが、2012年7月30日にジャクソンが3本目の計画を明かし、三部作となった。ジャクソンによると3作目では五軍の合戦とトールキンが『王の帰還』後に出版した中つ国の物語が描かれる。ジャクソンはさらに3作目は元々1作目と2作目として撮影した映像とさらに追加撮影したもので構成されると述べた。2012年8月、3作目のタイトルが『There and Back Again』（行きて帰りし物語）と発表されたが、2014年4月、ジャクソンは映画の内容により適した『The Battle of the Five Armies』（五軍の合戦）に変更した。彼は自身のFacebookページで「当初は2部作の2部目でビルボが“はなれ山”にたどり着き（There）、またホビット庄へ帰る（Back Again）さまを描く予定でしたが、3部作になったため、ビルボは第2部『ホビット 竜に奪われた王国』ですでに“はなれ山”に到着してしまったんです」と説明した。

## サウンドトラック
映画音楽はこれまでと同様にハワード・ショアが作曲した。『ロード・オブ・ザ・リング』でペレグリン・トゥックを演じたビリー・ボイドは映画のエンドクレジットで流れる「The Last Goodbye」を歌った。

## マーケティング
ティーザー予告編は2014年7月28日に『ガーディアンズ・オブ・ギャラクシー』、『イントゥ・ザ・ストーム』、『イフ・アイ・ステイ 愛が還る場所』にアタッチされて公開された。2本目の予告編は2014年11月6日に『インターステラー』、『ハンガー・ゲーム FINAL: レジスタンス』にアタッチされて公開された。

## 公開

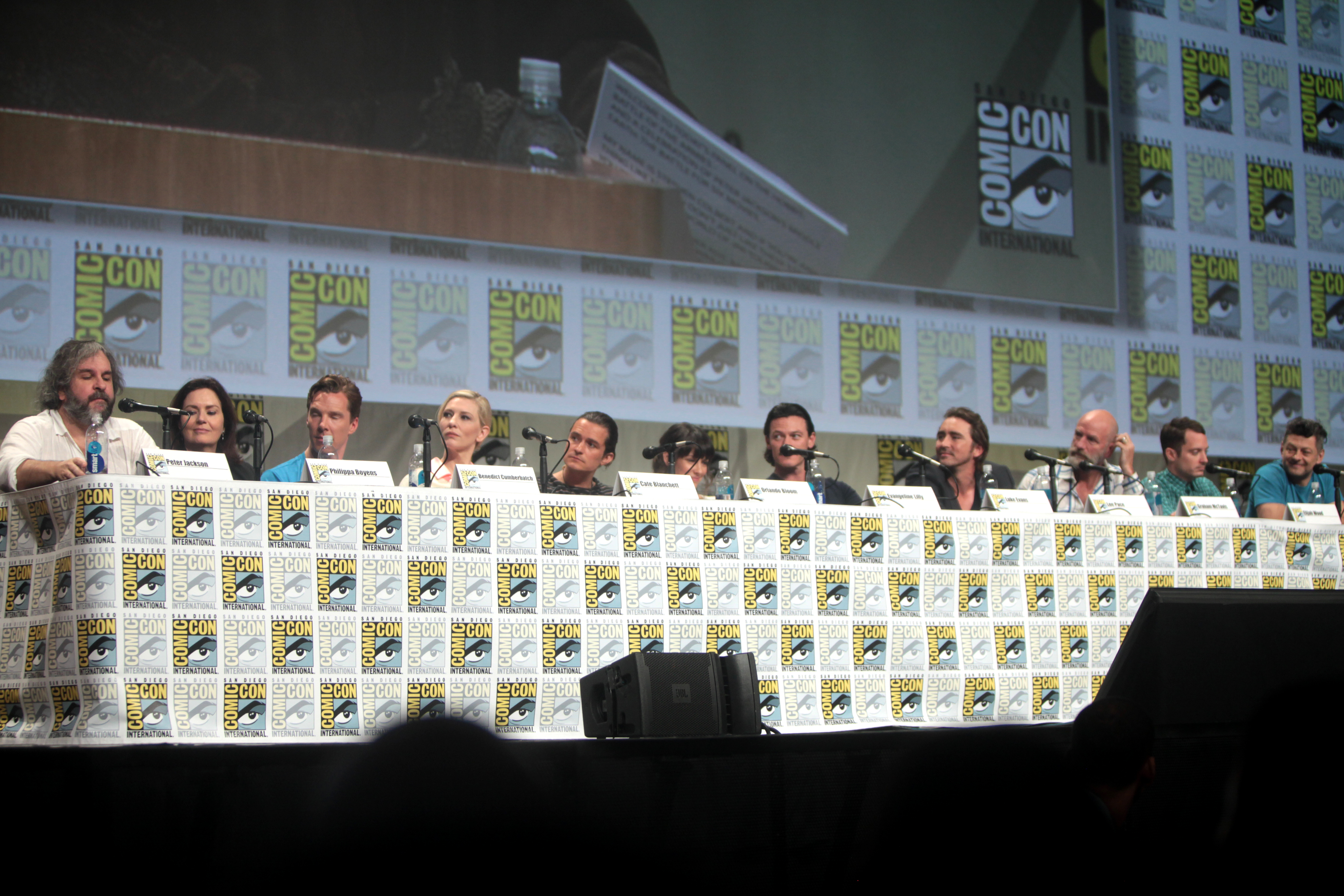
2014年のコミコン・インターナショナルの『決戦のゆくえ』のパネル。

ワーナー・ブラザースはイギリスで2014年12月12日、北アメリカで2014年12月17日、オーストラリアで2014年12月26日より公開。プレミアは2014年12月1日よりロンドンのレスター・スクウェアで開催。

## 評価

### 受賞
- 第41回サターン賞（2015年）[17]
  - 最優秀ファンタジー映画
  - 助演男優賞 - リチャード・アーミティッジ

## ホームメディア
- 【初回限定生産】 ホビット 決戦のゆくえ ブルーレイ&DVDセット（3枚組、2015年4月22日発売）

- 【初回限定生産】 ホビット 決戦のゆくえ 3D&2D ブルーレイセット（4枚組、2015年4月22日発売）

- 【初回限定生産】 ホビット 決戦のゆくえ DVD（1枚組、2015年4月22日発売）

- 【完全数量限定生産】 ホビット トリロジーBOX 3D&2D ブルーレイセット（12枚組、2015年4月22日発売）

- 【完全数量限定生産】 ホビット トリロジーBOX ブルーレイセット（6枚組、2015年4月22日発売）